# Nemanja Ilić (rukometaš)
Nemanja Ilić (Beograd, 11. maj 1990) srpski je rukometaš koji trenutno igra zaTuluz i reprezentaciju Srbije na poziciji levog krila.

## Karijera
Sa Partizanom je osvojio titulu prvaka Srbije 2011. i 2012. i Kup Srbije 2012. godine. Superkup je osvajao 2011. i 2012. godine.
Sa kadetskom reprezentacijom je učestvovao na Evropskom prvenstvu 2008, sa juniorskom 2010. na evropskom i 2011. na svjetskom. Sa seniorskom reprezentacijom učestvuje u kvalifikacijama za Svetsko prvenstvo 2014.

## Uspesi
- 2011. godine prvak Srbije sa Partizanom
- 2011. godine osvajač Superkupa Srbije
- 2012. godine osvajač kupa Srbije
- 2012. godine prvak Srbije sa Partizanom
- 2012. godine osvajač Superkupa Srbije

## Spoljašnje veze
- Profil na sajtu Partizana